# Révész Imre (egyházjogász)
Révész Imre (Újfehértó, 1826. január 14. – Debrecen, 1881. február 13.) református lelkész, egyházjogi és egyháztörténeti kutató és író, a Magyar Tudományos Akadémia levelező tagja, a református közvetítő teológia atyja, és a debreceni újorthodoxia elindítója. Révész Kálmán apja, Révész Imre egyháztörténész nagyapja.

## Életpályája
Szabolcs vármegyében született. Apja, Révész Pál Kiskunhalasról származott, községi jegyző volt, anyja Beke Sára. Elemi iskolai és gimnáziumi tanulmányait Debrecenben és Hajdúböszörményben végezte. 1841 novemberétől 6 éven át a Debreceni Református Kollégiumban tanult bölcsészetet, jogi és hittani tárgyakat. 1847. novembertől 1851. augusztusig a kollégiumban maradt; az első tanévben a veteránus szintaxisták, a másodikban a veteránus rétorok preceptora (osztálytanítója), majd 1850–1851-ben kontraskriba, és mint ilyen, a novícius diákok oktatója volt a klasszikus nyelvekből, egyben a nagy könyvtár őre. Akadémiai tanuló korában a magyar királyi egyetem által a Schwartner-alapítványból kitűzött pályázatot megnyerte. A tanuló ifjúság olvasó-társaságának könyvtárnoka és elnöke, az ifjúság kérelmét a tanárkarhoz ő fogalmazta 1848. március 19-én, amelyben reformokat követeltek, például a közvizsgák eltörlését, az olvasótársaság segélyezését az iskola pénztárából, a tankönyvek kinyomatását stb. Az ifjúsági életben mint énekkari és tűzoltótársasági tag is tevékenyen részt vett. Szeniorrá választatása előtt Balmazújváros hívta meg 1851. augusztus 24-én lelkészévé, előbb azonban külföldi egyetemekre indult. Bécsben a protestáns teológiai fakultás hallgatója volt 1852. január közepéig, onnan 1852. július 9-én indulhatott tovább, s főleg Berlinben időzött. Svájcban fedezte fel Séllyei és Harsányi István  magyar gályarab lelkészek arcképeit. 1854. május 7-én foglalta el a szentesi lelkészi állomást, ahová való megválasztatását elfogadta. Innen hívta meg a debreceni egyház egyik lelkipásztorává. 1856. május 18-tól haláláig itt hivataloskodott. 1856-ban egyházkerületi aljegyzővé választották, 1859. december 16-án a Magyar Tudományos Akadémia levelező tagja lett. 1861-ben országos képviselővé választották, de két hónap múlva lemondott; 1864-ben a debreceni kollégiumba az egyháztörténelem tanárául hívták meg, erről azonban egy év múlva lemondott, a lelkészi és hittanári hivatalt együtt viselni nem akarván. 1867-ben a tiszántúli református egyházkerület levéltárnokává választották meg, e hivatalt páratlan munkaerővel vitte haláláig; 1871-ben a bécsi protestáns teológiai fakultás teológiai doktori címmel tisztelte meg. A külföldi nagy egyházi társulatok közül az angol eredetű evangélikus szövetség apologetikus programjához 1871-ben csatlakozott, a szövetség elnöke Necker Theodor Genfből fel is kereste Révészt Debrecenben 1873-ban s vele értekezett. Édouard Sayous párizsi tanár és történetíró 1875-ben látogatta meg, őt szólította fel aztán és tette figyelmessé az alakuló presbiteri Alliancera. Révész megható üdvözlő szózatot írt, melyet a debreceni egyház és kollégium kiváló férfiai aláírtak (1875. július 8.), és a londoni nagygyűlésen lelkesen fogadták (Ev. Prot. Lap. 1875. 29. sz.), ő volt tehát a református egyházak presbiterelvű szövetségéhez való csatlakozásnak első kapcsolatteremtője hazánkban.

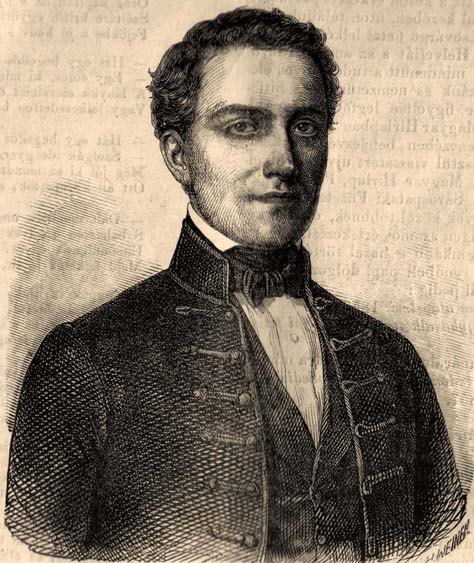
Révész Imre portréja a Vasárnapi Ujságban

Révész Imre volt az egyik legalaposabb, bátor résztvevője az egyházjogi és alkotmányi nagy harcnak, amelyet a bécsi kormánnyal vívott a magyar protestáns egyház 1856 és 1861 között. Leo Thun miniszter 1856. augusztus 21-én adta ki a felülről készült protestáns egyházalkotmányi tervjavaslatot, mely a protestáns egyház önkormányzati szabadságát fenyegette. Révész alapos tanulmányokkal készült a védelemre két úttörő munkájával: A protestáns egyházalkotmány alapelvei (1856) és Vélemény a magyar protestáns egyházalkotmány fő pontjai felett (1857). Midőn a Thun-féle tervjavaslat ellenében a bécsi békekötés történetének közrebocsátásával meg akarta kezdeni a támadást a Ballagi Mór által szerkesztett Protestáns Egyházi és Iskolai Lapban (1858), annak első számát lefoglalták, az írót és a szerkesztőt mint „csendháborítókat” törvényszék elé idézték. A bécsi kormány nem vette figyelembe, hogy szabályszerű zsinattartás nélkül a magyar protestáns egyház alkotmánya nem változtatható meg, erővel és felülről akarta azt végrehajtani; evégre 1859. szeptember 1-jén kibocsátotta a császári nyílt parancsot (pátens) és másnap az azt életbe léptető miniszteri rendeletet, így hatalmi szóval akarta romba dönteni a törvényes szervezetet. A tiszántúli református egyházkerület 1859. október 8-án felírt a rendelet ellen, azon első bíráló alapdolgozat nyomán, amelyet Révész készített. Az ország, sőt a külföld figyelmét magára vonta az erélyes felszólalás. Az angol követségnek akkor Pesten időző tagja, az ifjú Westmoreland titkár, a protestáns ügyben tájékoztatást kért. Az emlékiratot, mely azt megadta, Révész fogalmazta, s németre fordítva az angol nagykövet Loftus lord kezébe juttatták, ki azt Londonba küldte. Innen került az 1860 februárjában az angol parlament elé Long interpellációja alakjában, melyre John Russel lord adott választ. Ez az emlékirat megjelent 1860-ban az Edinburgh Review című angol lapban. Annak a küldöttségnek, amelyet a két evangélikus egyház egyeteme küldött a királyhoz, Révész is tagja volt, elnöke id. Vay Miklós báró, a feladata pedig az, hogy kérelmezze a pátens megszüntetését. 1860. január 23–28-án Bécsben nem voltak képesek kieszközölni a király elébe jutást. A visszatérés előtt elhatározta a küldöttség: készüljön részletes utasítás a gyülekezetekhez és lelkészekhez, hogy az egyházi felsőség mellőzésével semmiféle miniszteri rendeletet ki ne hirdessenek. Ez utasítás a híres Tájékozás, melyet Bécsben készített Révész, s a küldöttség által jóváhagyatva, számtalan példányban világgá ment. Ehhez alkalmazkodtak híven az egyesek s mentő horgonya lett az el nem merülésnek. A nagyváradi országos törvényszék a Tájékozás elkoboztatását rendelte el, a szerző Révész előbb saját lakásán, majd a városházánál hallgattatott ki az országos törvényszéki tanácsos által, végre Váradra idéztetett, és bűnügyi vizsgálat alá fogatott. Az abszolutista kormány belföldön az irodalmi védekezés előtt elzárta az utat, ellenben a külföldi német tudósok által védette a pátenst. 1860 február táján jutott a hazában köztudomásra, hogy külföldi német tudósok rosszalják a magyar protestánsok magatartását. Ekkor írta meg Révész A magyar protestáns egyház szabadságának védelmét 1860-ban, amelyet a berlini Prot. Kirchen-Zeitung közölt. Végre a király 1860. május 15-én kelt leiratában a magyar protestáns egyházat régi törvényes állásába visszahelyezte, a perbe fogottakat, köztük Révészt is, felmentették. Az egyházjogi harc ezzel véget ért.
Az októberi diploma megjelenése után egybehívott országgyűlésre a népszerűvé lett Révészt Debrecenben képviselővé választották. A merev ellenzéken foglalt állást, 1861. május 31-én tartotta Deák Ferenc álláspontja ellen beszédét, a pragmatika szankciót erős birálat alá vette, és a népfelségi jogok álláspontjára helyezkedett. Látván, hogy a többség minden áron a megalkuvás terére lép, végképpen visszavonult a politikai pályáról. Az iskolajog és autonómia védelmére indította meg A magyar Protestáns Egyházi és Iskolai Figyelmező című havi tudományos folyóiratot 1870-ben. Már 1860-ban, akadémiai székfoglalójában a történetírás egész elméletét felölelte, a működés sorrendjét pontonként megállapította. Maga ment elöl nagyszabású történelmi feldolgozások kiadása által. Dévai, Erdősi János, Sinai Miklós, Huszár Gál, Méliusz Juhász Péter, a debreceni főiskola, protestáns iskoláink autonomiája egy-egy szakaszát alkotják megírandó egyháztörténelmünknek; ugyszinte a magyar református egyház Énekes könyvéről írt műve, melynél e téren alaposabb mű eddigelé nem jelent meg. Nagy része volt 1863 óta a tervezett protestáns irodalmi társulatban, mely azonban a nehéz politikai viszonyok miatt nem jöhetett létre, de a terv mutatja az ő nagyszerű felfogását. Mesteri kézzel rajzolta meg a feladatát (1879) egy protestáns egyháztörténelmi társulatnak, egész programot adott. Kínos vergődés után az ő halála után létesülhetett a mai protestáns irodalmi társaság. Önállóan megjelent műveinek száma meghaladja a félszázat, a különböző tudományos közlönyökben és lapokban megjelent értekezéseinek száma a másik félszázat. A magyar református egyház országos zsinatának előkészítésére több tanulmányt adott ki, a törvényterv alapvázlatát is feltette, az egyetemes alaptörvényt, s a kormányzó alaphatóságról a presbiteriumról vázlatot is adott, s ez lett alapul felvéve az országos zsinat tárgyalásánál. Több ezer kötetre menő könyvtárát, amelyet egész életén át gyűjtött, fia Kálmán örökölte. Révész özvegyéről a debreceni egyház méltóan gondoskodott. Sírjára, mely apósa, Vecsei József tanár sírhelye előtt fekszik a Kossuth utcai temetőben, nagy részben adakozásból, 2000 forint értékű magas fekete kőoszlopot emeltetett. A tiszántúli egyházkerület emlékbeszédtartással, amelyet Szabó János esperesre bizott, elevenítette fel lelki képét augusztus 20-án s a beszédet kinyomatta; életnagyságú olajfestésű arcképét a kollégium könyvtárába beállíttatta; minthogy pedig Révész az összes protestantizmusé is volt, neve örökítésére szellemi emlék emelését határozta el önkéntes és egyszersmindenkorra történő közadakozásból gyűjtendő alapítvánnyal, amelynek célja a magyar protestáns egyház történelmi irodalom segélyezése és továbbfejlesztése.

## Főbb művei
- Magyar helynevek I-III. Új Magyar Muzeum 1. (1850–1851), 510–513, 2. (1851–1852), 151–164, 310–315.
- Székfoglaló egyházi beszéd az egyházi tanításról, mint a prédikátor fő kötelességéről. Kiadják a szentesi ref. gyülekezet néhány buzgó tagja. (Szarvas, 1854);
- A protestáns egyházalkotmány alapelvei, a XVI. század főbb reformátorok, vallástételek és egyházszervezetek bizonyítása szerint. (Szarvas, 1856);
- A theologiai tudományok encyclopaediája és methodologiája (Hegenbach 4. kiadásu nagy művének fordítása, Pest 1857);
- Vélemény a magyar protestáns egyházalkotmány főpontjai felett, különös tekintettel a jövendő törvényhozásra (Debrecen 1857);
- Az ordaliák vagy istenitéletek. (Pest, 1858);
- Közoktatásügy Németalföldön. (Sárospatak, 1858);
- Erdősi János magyar protestáns reformátor, különös tekintettel némely magyar tudósok balvéleményére (Debrecen 1859);
- Etel laka vagyis Attila hun király birodalmi székhelye (uo. 1859);
- A magyar prot. egyház szabadságának védelme (Sárospatak 1862);
- Dévay Bíró Mátyás első magyar reformátor életrajza és irodalmi művei (Pest 1863); Online
- Kálvin élete és a kálvinizmus (uo. 1864, 2. kiad. uo. 1864. Online);
- Egyházi beszédek Robertson nyomán (Pest 1864, 1867, Debrecen 1869, I-III. füz.);
- Dévay und die ungarische reformirte Kirche (Herzog, Realencyclopaedie, Gotha 1865, 2. kiad. 1878).
- Egyetemes egyháztörténelem, alapíttatástól a reformációig (Debrecen 1865);
- A magyarországi ref. egyház énekes könyvéről (uo. 1866);
- Egyházi gyászbeszéd Csányi Dániel felett. (uo. 1867);
- A levéltárak megóvásáról és rendezéséről, főtekintettel a magyar protestáns egyházi levéltárakra. (uo. 1868);
- A tiszántúli ref. egyházkerület véleménye az 1848. évi vallásügyi törvény részletezéséről és az iskolaügyről (névtelenül 1869);
- Adalékok a magyar prot. iskolák autonomiájának történetéhez (Sárospatak 1869, 2. kiad. 1870);
- A magy. prot. hitfelekezetek egyházi és iskolaszükségeinek országos költséggel való fedeztetéséről (Debrecen 1871);
- Melius Péter emlékezete (uo. 1873);
- A magyarországi ref. egyház számára egyházi főhatóságul felállíttatni szándokolt konventről (uo. 1873);
- A debreceni nyomdászat első korszakáról (uo. 1874);
- A magyarországi protestáns egyletről (1875);
- Adalékok a magyar ref. egyház zsinattartási ügyének multjához (Debrecen 1877);
- Egy határozott lépés a zsinattartás felé. (uo. 1877);
- Adalékok a M. T. Akadémia megalapitása történetéhez (Budapest, 1877);
- Zsinati teendőink mivolta, rendszere és egymásutánja (törvénytervvel, uo. 1878);
- Igénytelen vélemény a magyar prot. egyháztörténelem jövője ügyében (uo. 1879);
- Egyháztörténelmi irodalmunk ügyéhez. (Budapest, 1880)
- Magyar Prot. Egyházi és Iskolai Figyelmező (uo. 1870-1878, IX. kötet és évfolyam);
- Egyházi beszédek (I-VII. füz. 1870-90, kiadta fia R. Kálmán).

Számos nagy fontosságú cikke és dolgozata a Sárospataki Füzetekben, Új Magyar Muzeumban, Századokban, Prot. Egyházi és Iskolai Lapban, Vasárnapi Újságban, A magyar akadémia Filozofiai Közleményeiben, Akadémiai Értekezésekben, Fürdős: Papi Dolgozatokban.

## További információ
- Eötvös Károly: Révész Imre haragja. In: Eötvös Károly munkái V. Magyar alakok. Bp, 1901. 58-65. old. Online
- Ballagi Mór: Emlékbeszéd Révész Imre levelező tag felett Ballagi Mór rendes tagtól: Olvastatott a M. T. Akadémia 1882. április 24-én tartott összes ülésében. Budapest: MTA. 1882.   1–30. o. = Az MTA Elhunyt Tagjai Fölött Tartott Emlékbeszédek, I/4,  Hozzáférés: 2021. november 18.